# جايسون كيلينغ
جايسون كيلينغ (بالإنجليزية: Jayson Keeling)‏ هو فنان تشكيلي ومصور أمريكي، ولد في 1966 في بروكلين في الولايات المتحدة.